# Anthyllis lemanniana
Anthyllis lemanniana là một loài thực vật có hoa trong họ Đậu. Loài này được Lowe miêu tả khoa học đầu tiên.